# Зайци подземници
 Тази статия е за несистемната група животни.  За рода и вида вижте Заек подземник.  
Зайците подземници са несистемна група бозайници, включваща видовете от семейство Зайцови (Leporidae), с изключение на род Зайци (Lepus).
Зайците подземници се отличават от същинските зайци по това, че малките им се раждат слепи и без окосмяване, поради което имат нужда от повече грижи в ранна възраст. За разлика от същинските зайци, повечето видове зайци подземници живеят в колонии в системи от подземни тунели, като цяло са по-дребни от тях и имат по-къси уши, а задните им крака са по-слабо развити. Видът заек подземник (Oryctolagus cuniculus) е широко разпространен по целия свят и включва одомашнения питомен заек.

## Родове
Зайци подземници
- Pentalagus – Амами зайци
- Bunolagus
- Nesolagus
- Romerolagus – Вулкански зайци
- Brachylagus – Айдахски зайци
- Sylvilagus – Американски зайци
- Oryctolagus – Зайци подземници sensu stricto
- Poelagus – Африкански зайци
- Pronolagus – Южноафрикански зайци
- Caprolagus – Острокозинести зайци